# Bagamanoc, Catanduanes

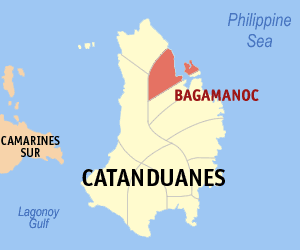
Bản đồ Catanduanes với vị trí Bagamanoc

Bagamanoc là đô thị hạng 5 ở tỉnh Catanduanes, Philippines. Theo điều tra dân số năm 2007, đô thị này có dân số 10.183 người với 1.879 hộ.

## Barangay
Bagamanoc được chia ra 18 barangay.
| Barangay  | Dân số (2007) |
| --------- | ------------- |
| Antipolo  | 785           |
| Bacak     | 423           |
| Bagatabao | 710           |
| Bugao     | 705           |
| Cahan     | 254           |
| Hinipaan  | 456           |
| Magsaysay | 616           |
| Poblacion | 779           |
| Quiragay  | 306           |

| Barangay              | Pop. (2007) |
| --------------------- | ----------- |
| Quezon (Pancayanan)   | 329         |
| Sagrada               | 793         |
| Salvacion (Panuto)    | 458         |
| San Isidro            | 760         |
| San Rafael (Mahantod) | 458         |
| San Vicente           | 845         |
| Santa Mesa            | 268         |
| Santa Teresa          | 585         |
| Suchan                | 653         |